# M198
Az M198 155 mm-es, közepes vontatott tábori tarack, amely a második világháborúban alkalmazott M114A2-t váltotta le, annál nagyobb lőtávolsággal és hasonlóan jó mozgékonysággal. A 155 mm-es Long Tom teljesítményét ötvözték az M114-ét megközelítő tömeggel. Vázszerkezetében nagy mennyiségű alumíniumot is felhasználtak az acél mellett. A tarack a hadtest- és hadseregtámogató tüzéregységek tűzeszköze, de elsősorban az Amerikai Tengerészgyalogság kombinált csapattesteinek (Marine Air-Ground Task Force, MAGTF) tűztámogatása a feladata. Hét és fél tonna tömegével légi úton is szállítható a CH–53E Super Stallion és CH–47 Chinook helikopterekkel, ezért alkalmazzák a légiszállítású és könnyűgyalogság tüzérosztályai is. Az összes NATO-szabvány (NABK) 155 mm-es tüzérségi lövedéket képes kilőni (STANAG 4537). Az első tíz darabot 1982 januárjában vette át a 10. tengerészgyalogos ezred (10th Marine Regiment), azóta hat ország állította hadrendbe: USA, Ausztrália, Ecuador, Libanon, Szomália, Thaiföld.
Napjainkban, 2005-től a BAE Systems Land Systems által gyártott M777 könnyű tábori tarackkal váltják le, annak több mint egy tonnával kisebb tömege (4220 kg) miatt.

## Lövedékei
- Repesz-romboló:
  - M107
  - M795
- Rakéta-póthajtású (RAP)
- Fehérfoszfor töltetű
- Világító: M485

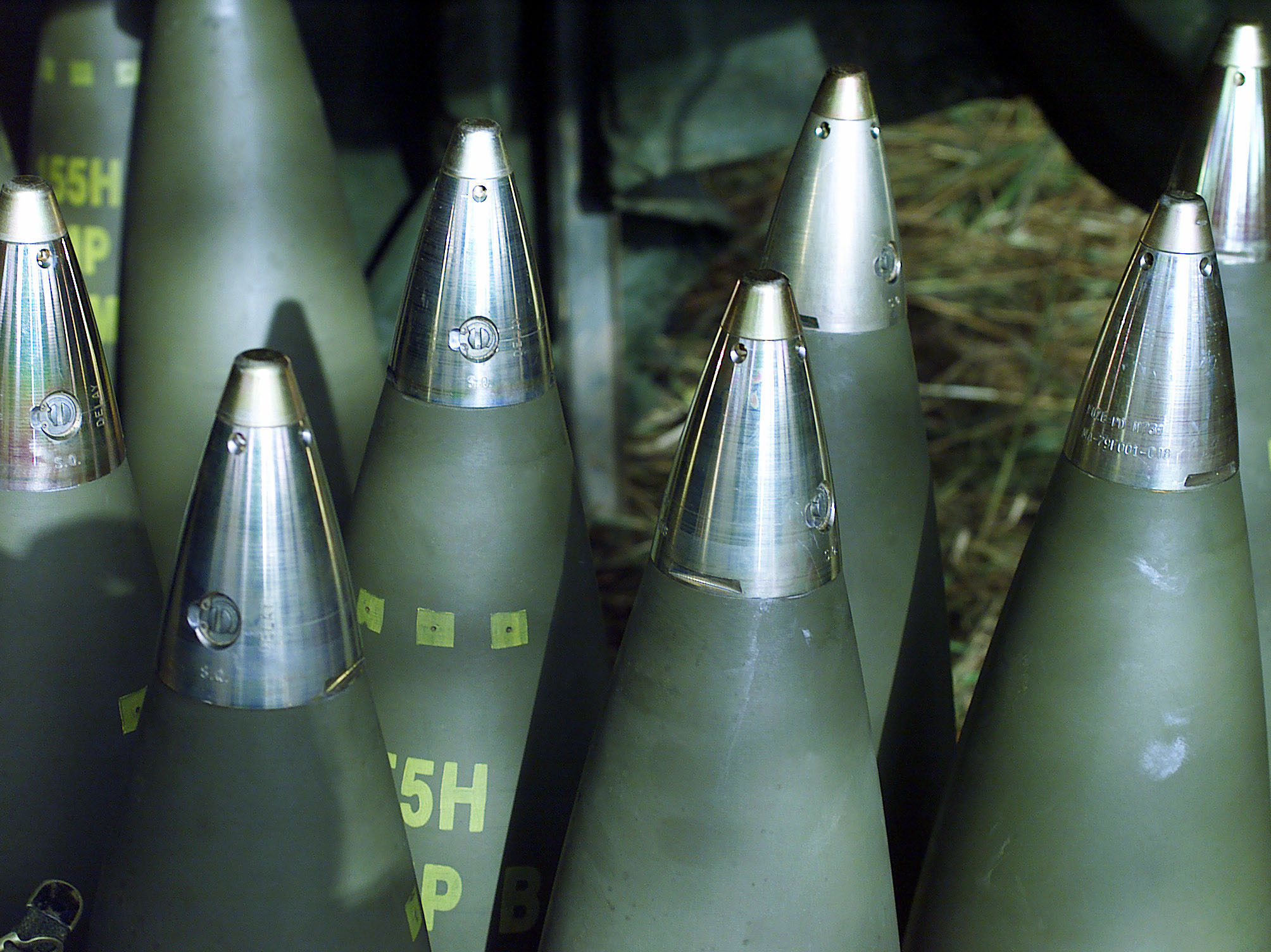
M107 155 mm-es repesz-romboló lövedékek fejrészeibe szerelt M739 típusú csapódó gyújtók

- DPICM (Dual-Purpose Improved Conventional Munition, azaz „kettős célú javított hagyományos töltény”): fenékgyújtóval felszerelt lövedék, amelyben 88 darab résztöltet van szerelve, melyeket a célterület felett szór szét. A résztöltetek kumulatív hatásúak, de kombináltan csapódó és időzítőgyújtóval is fel vannak szerelve.
- ADAMS (Area Denial Artillery Munition System)
- RAAMS
- Irányított lövedék: M712 Copperhead
- SADARM (Sense and Destroy ARMor): kifejezetten páncélos csoportok ellen kifejlesztett lövedék (M762/M767), mely kumulatív hatású résztöltetet tartalmaz (M898). A lövedéktest időzíthető fejgyújtóval (óraműves) van felszerelve, melyből a résztöltet ejtőernyővel vonódik ki hátrafelé, az előre beállított idő leteltével. Az ejtőernyőn függeszkedve keresi meg a célt, majd róla lerobbanva támadja a páncélos felső felületét.

## Külső hivatkozások
- M198 vontatott tarack – FAS.org (angolul)
- M198 vontatott tarack – globalsecurity.org (angolul)
- M198 vontatott tarack – military.com (angolul)
- Részletfotók a primeportal.net-en
- Részletfotók az armorama.com-on Archiválva 2011. november 9-i dátummal a Wayback Machine-ben